# INRI

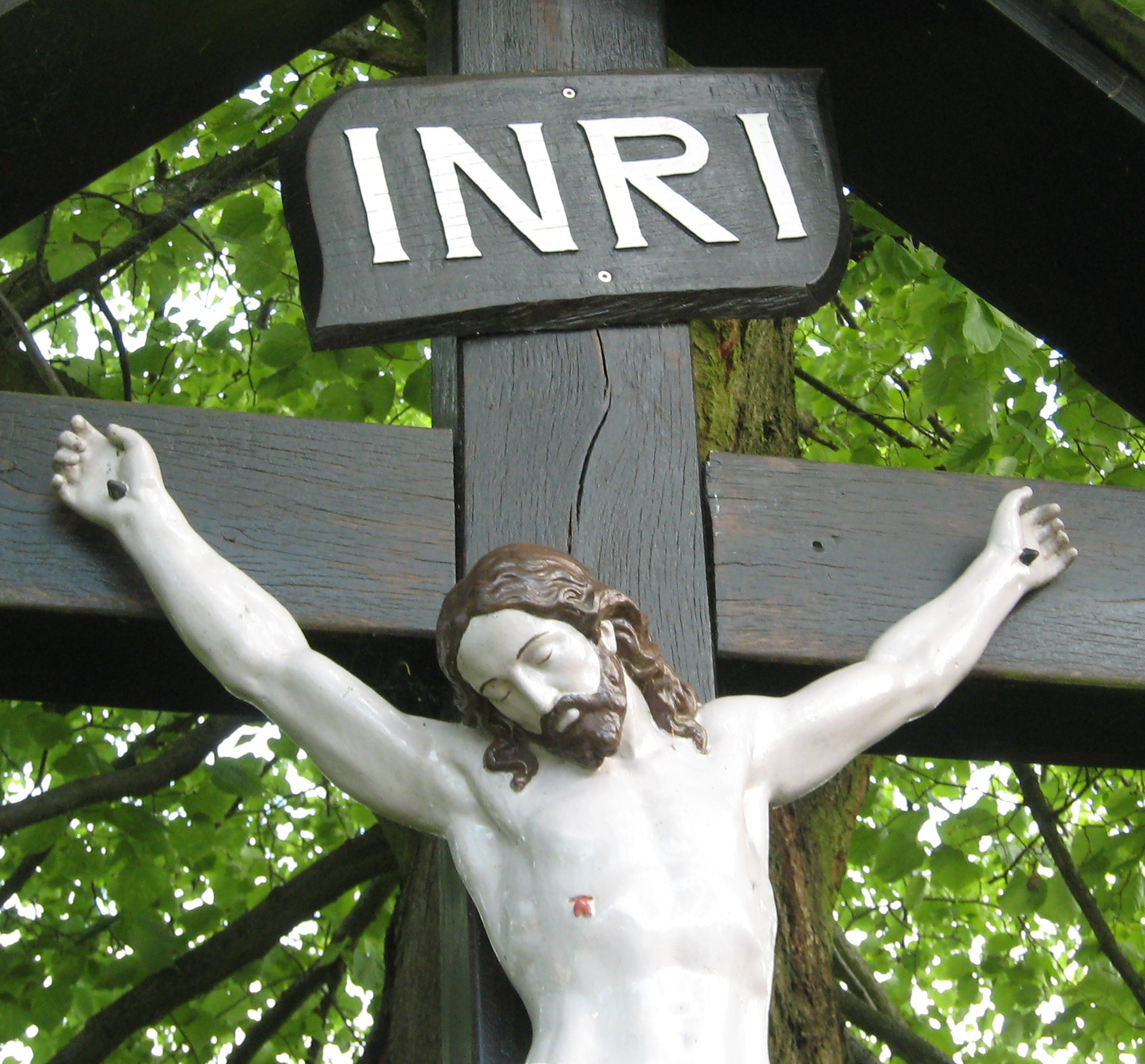
Stacja drogi krzyżowej z napisem

INRI (łac. Iesus Nazarenus Rex Iudaeorum) – napis umieszczany na krucyfiksach, będący akronimem łacińskich słów IESVS NAZARENVS REX IVDÆORVM (Jezus Nazarejczyk Król Żydów). Według Ewangelii św. Jana (J 19,19-22) tekst ten w jęz. hebrajskim, łacińskim i greckim umieszczono na krzyżu, nad głową Jezusa w celu wyjaśnienia powodu, dla którego Piłat skazał go według rzymskiego prawa na śmierć.
Relikwia tabliczki z napisem INRI przechowywana jest w rzymskiej bazylice Świętego Krzyża z Jerozolimy.

## Tekst
- Hebrajski: ישוע הנצרי מלך היהודים – „Yeshua HaNatzri Melech HaYehudim”[2]
- Łacina: „Iesus Nazarenus Rex Iudaeorum”
- Greka: Ἰησοῦς ὁ Ναζωραῖος ὁ Bασιλεὺς τῶν Ἰουδαίων – „Iésús ho Nazóraios ho basileus tón Iúdaión”